# Ибуки (авианосец)
Ибуки (яп. 伊吹) — лёгкий авианосец Японского Императорского флота времён Второй мировой войны. Первоначально планировался как тяжёлый крейсер, затем — как быстроходный эскадренный танкер.

## История создания
Заложен 24 апреля 1942 года на военной верфи в Куре. Первоначально строился как головной корабль серии тяжёлых крейсеров «Ибуки». Вскоре после спуска на воду 21 мая 1943 года работы прекратились. Сначала крейсер собирались достроить как быстроходный эскадренный танкер, затем его решили переделать в авианосец.
Планировалось, что «Ибуки» будет введён в строй весной 1945 года. Однако в марте 1945 года авианосец был брошен в 80%-й готовности. Уже была готова полётная палуба, из вооружения успели установить только несколько ракетных установок. В 1947 году недостроенный авианосец был разобран на металл в Сасебо.

## Конструкция
Стандартное водоизмещение — 12 500 т, нормальное — 14 800 т, ширина 21,4 м, осадка 6,4 м. Полётная палуба размером 205×22,8 м с островной надстройкой по правому борту(впервые на лёгком авианосце Японии появилась надстройка), за ней под палубой — загнутая вниз дымовая труба (такое решение характерно для большинства японских авианосцев). На корабле был один ангар на 10 самолётов и два подъемника. Остальные 17 самолётов располагались прямо на палубе. Для увеличения остойчивости на корабле были установлены бортовые були.
Энергетическая установка мощностью 72 000 л.с. (4 котла) должна была обеспечить скорость в 29 узлов. Вооружение составляли 27 самолётов (12 бомбардировщиков и 15 истребителей), 4 100-мм зенитных установки, 48 25-мм автоматов в строенных установках, 30 глубинных бомб и 6 28-ствольных 127-мм ракетных установок. Экипаж — 1015 человек.

## Источник
- wunderwaffe.narod.ru/WeaponBook/Jap_Cr_2/24.htm